# 下高井戸浜田山八幡神社
下高井戸浜田山八幡神社（しもたかいどはまだやまはちまんじんじゃ）は、東京都杉並区下高井戸にある神社。登記上の宗教法人名称は八幡神社（はちまんじんじゃ）。

## 由緒
当神社は社伝によると、長禄元年(1457年)に太田道灌が江戸城を築くとき、工事の安全を願い、家臣の柏木左衛門に命じて鎌倉の鶴岡八幡宮の神霊を勧請して創建したものといわれている。本殿は、弘化4年(1847年)の再建であるが、現在の拝殿・覆殿は昭和34年(1959年)に落成したものである。明治25年(1892年)に村内にあった稲荷神社を合祀した。下高井戸宿の鎮守であり、別当寺は宗源寺であった。明治5年に村社となる。
昭和初期まで当社の宮司であった斎藤守高は、俗に「面芝居」ともいう神楽の元締で、芸名を「中村縫之助」といった。この面芝居は、明治末から昭和10年頃にかけて流行したが今は絶え、現在は数個の面が残るのみである。

## 祭事[5]
- 月次祭 - 毎月1日または15日
- 元旦祭 - 1月1日
- どんど焼き(お焚き上げ神事) - 1月15日
- 初午祭 - 2月上旬
- 祈年祭 - 2月17日
- 大祓 - 6月30日
- 例大祭 - 9月第4日曜
- 新嘗祭 - 11月28日
- 大祓 - 12月31日

## 境内社
- 天祖神社
- 御嶽神社
- 稲荷神社
- 祖霊社

出典:

## アクセス
- 京王井の頭線・西永福駅より徒歩約10分
- 京王線・桜上水駅より徒歩約14分
- 拝観は無料

## 兼務社
- 上高井戸第六天神社
- 大宮前春日神社
- 久我山稲荷神社
- 西高井戸松庵稲荷神社

## 参考資料
- 「下高井戸宿 八幡社/稲荷社」『新編武蔵風土記稿』 巻ノ125多磨郡ノ37、内務省地理局、1884年6月。NDLJP:763995/59。
- “43 下高井戸八幡神社 【神社】- 文化財案内標示板”. 杉並区ホームページ.   杉並区教育委員会 (2016年1月18日). 2020年6月10日閲覧。